# Lars-Olofstjärnen
Lars-Olofstjärnen är en sjö i Sundsvalls kommun i Medelpad och ingår i Indalsälvens huvudavrinningsområde.